# پارگ (موسیقی‌دان)
پارگِو وارطانیان (ارمنی: Պարգև Վարդանյան، آوانگاری: Vardanyan؛ زادهٔ ۷ ژوئن ۱۹۹۶) که با نام هنری پارگ (ارمنی: Պարգ؛ انگلیسی: Parg) شناخته می‌شود، خواننده و ترانه‌پرداز اهل ارمنستان و ساکن ایروان است. پارگ نخستین تک‌آهنگ خود با عنوان «Ginin u grely» را در سال ۲۰۲۱ منتشر کرد. او نمایندهٔ ارمنستان در یوروویژن ۲۰۲۵ با ترانهٔ «Survivor» است.